# Grégory Wathelet
Grégory Wathelet (Huy, 10 de septiembre de 1980) es un jinete belga que compite en la modalidad de salto ecuestre.
Participó en dos Juegos Olímpicos de Verano, en los años 2012 y 2020, obteniendo una medalla de bronce en Tokio 2020, en la prueba por equipos (junto con Pieter Devos y Jérôme Guéry).
Ganó dos medallas en el Campeonato Europeo de Saltos Ecuestres, oro en 2019 y plata en 2015.

## Palmarés internacional
| Juegos Olímpicos   | Juegos Olímpicos        | Juegos Olímpicos  | Juegos Olímpicos |
| Año                | Lugar                   | Medalla           | Categoría        |
| ------------------ | ----------------------- | ----------------- | ---------------- |
| 2020               | Tokio (Japón)           | Medalla de bronce | Por equipos      |
| Campeonato Europeo |                         |                   |                  |
| Año                | Lugar                   | Medalla           | Categoría        |
| 2015               | Aquisgrán (Alemania)    | Medalla de plata  | Individual       |
| 2019               | Róterdam (Países Bajos) | Medalla de oro    | Por equipos      |